# القرانة (السياني)

تعديل مصدري - تعديل

القرانة محلة تابعة لقرية ذي نعوم، التابعة لعزلة النقيلين بمديرية السياني إحدى مديريات محافظة إب في الجمهورية اليمنية.، بلغ تعداد سكانها 28 حسب تعداد اليمن لعام 2004.